# Cepe, Vînohradiv
Cepe (în ucraineană Чепа, transliterat: Cepa în maghiară Csepe) este localitatea de reședință a comunei Cepe din raionul Vînohradiv, regiunea Transcarpatia, Ucraina.

## Demografie
Componența lingvistică a localității Cepa
     Maghiară (66,91%)
     Ucraineană (32,63%)
     Alte limbi (0,41%)
Conform recensământului din 2001, majoritatea populației localității Cepe era vorbitoare de maghiară (66,91%), existând în minoritate și vorbitori de ucraineană (32,63%).